# Bisdom Grand Falls
Het bisdom Grand Falls (Latijn: Dioecesis Grandicataractensis) is een rooms-katholiek bisdom met als zetel Grand Falls-Windsor, in Canada. Het bisdom is suffragaan aan het aartsbisdom St. John's. 

## Geschiedenis
Het bisdom werd opgericht op 29 februari 1856, als het bisdom Harbour Grace, uit delen van het bisdom Newfoundland, en viel direct onder de Heilige Stoel. Op 8 februari 1904 werd het suffragaan aan het nieuw verheven aartsbisdom St. John's. Op 22 februari 1958 veranderde het van naam naar bisdom Harbour Grace-Grand Falls, en op 30 oktober 1964 veranderde het van naam naar bisdom Grand Falls.

## Parochies
Het bisdom had in 2021 een oppervlakte van 42.368 km2 en telde 215.000 inwoners waarvan 20,7% rooms-katholiek was.

## Bisschoppen
- John Dalton (29 februari 1856 - 5 mei 1869)
- Enrico Carfagnini (13 mei 1870 - 27 februari 1880)
- Ronald MacDonald (24 mei 1881 - 3 september 1906)
- John March (28 augustus 1906 - 12 januari 1940)
- John Michael O’Neill (8 juni 1940 - 23 november 1972)
- Alphonsus Liguori Penney (23 november 1972 - 28 maart 1979)
- Joseph Faber MacDonald (11 januari 1980 - 23 oktober 1998)
- Martin William Currie (12 december 2000 - 1 maart 2011)
- Robert Anthony Daniels (1 maart 2011 - heden)

St. John's (aartsbisdom) · Corner Brook and Labrador · Grand Falls